# Amtsgericht Naumburg am Queis
Das Amtsgericht Naumburg am Queis war ein preußisches Amtsgericht mit Sitz in Naumburg am Queis, Provinz Schlesien.

## Geschichte
In Naumburg am Queis bestand von 1849 bis 1879 die Gerichtskommission Naumburg am Queis des Kreisgerichts Bunzlau. Das königlich preußische Landgericht Naumburg am Queis wurde mit Wirkung zum 1. Oktober 1879 als eines von zehn Amtsgerichten im Bezirk des Landgerichtes Liegnitz im Bezirk des Oberlandesgerichtes Breslau  gebildet. Der Sitz des Gerichtes war Naumburg am Queis. Sein Gerichtsbezirk umfasste aus dem Landkreis Bunzlau den Stadtbezirk Naumburg am Queis und die Amtsbezirke Gersdorf, Gießmannsdorf, Seifersdorf und Ullersdorf. Am Gericht bestand 1880 eine Richterstelle. Das Amtsgericht war damit ein kleines Amtsgericht im Landgerichtsbezirk. Im Rahmen der Weltwirtschaftskrise wurden 60 Amtsgerichte als Folge von Sparverordnungen aufgehoben. Mit der Verordnung über die Aufhebung von Amtsgerichten vom 30. Juli 1932 wurde das Amtsgericht Naumburg am Queis zum 30. September 1932 aufgehoben und sein Sprengel zwischen dem Amtsgericht Lauban (das Amtsgericht Lauban erhielt Gersdorf, Günthersdorf und Seifersdorf) und dem Amtsgericht Bünzlau aufgeteilt. Gegen die Schließung dieser Amtsgerichte agitierte die NSDAP in vielen Fällen. Nach der Machtergreifung 1933 wurden mit dem Gesetz über die Wiedereinrichtung aufgehobener Amtsgerichte und die Schaffung von Zweigstellen der Amtsgerichte vom 29. August 1933 eine Reihe dieser im Vorjahr aufgehobenen Gerichte zum 1. Oktober 1933 wieder eingerichtet, darunter auch das Amtsgericht Naumburg am Queis.
Im Jahre 1945 wurden der Amtsgerichtsbezirk unter polnische Verwaltung gestellt und die deutschen Einwohner vertrieben. Damit endete auch die Geschichte des Amtsgerichtes Naumburg am Queis.